# Der Gürtel von Lielvārde

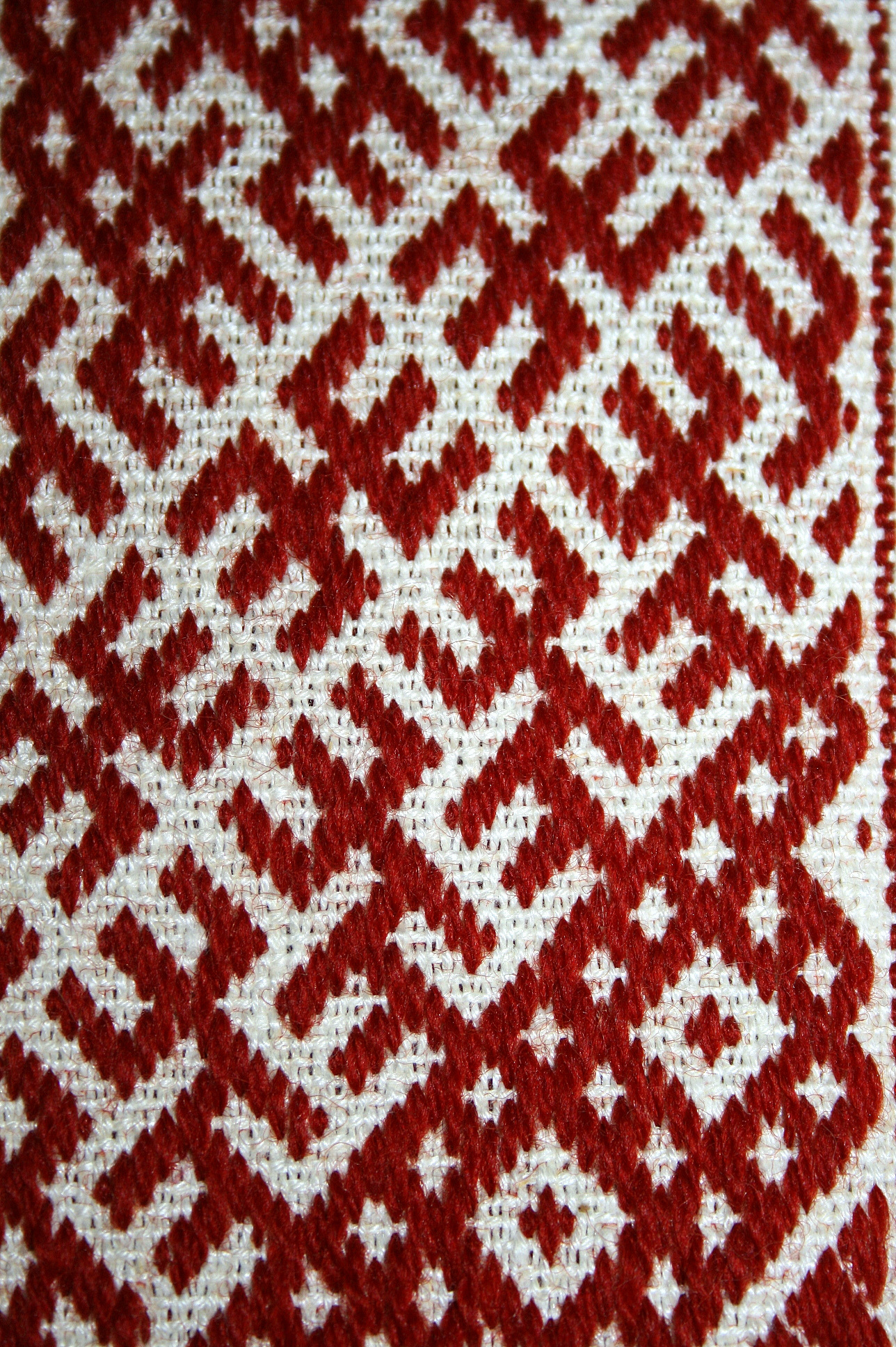
Detail

Der Gürtel von Lielvārde (lettisch Lielvārdes josta) ist ein traditioneller gewobener rot-weißer Gürtel mit 22 alten Symbolen, die sich in der ganzen Länge nicht wiederholen und die von Generation zur Generation präzise weitergegeben worden sind.
In Lettland ist dieser Gürtel allgemein bekannt und wird bei vielen Anlässen auch getragen. Diese Symbole sowie Dainas haben nicht nur viele lettische Künstler inspiriert, sondern gewiss auch die „Singende Revolution“; sie werden von vielen Folklorebegeisterten und von der Religionsgemeinschaft Dievturi verehrt. Junge und Alte versuchen, die rätselhaften Symbole zu entziffern, zu „lesen“. Abschnitte des Gürtelmusters sind auf den lettischen Banknoten abgebildet.
In einem einsamen Waldstück, etwa sechs Kilometer nordwestlich der Ortschaft Jaunsesava wurden schon mehrere Kunstwerke und Skulpturen platziert. Zu ihnen gehört auch eine mastartige Holzsäule, um die sich ein geschnitzter Gürtel von Lielvārde windet.